# PRECIOUS (ViViDの曲)
「PRECIOUS」（プレシャス）は、日本のヴィジュアル系ロックバンド・ViViDのインディーズ4作目のシングル。

## 概要
- 前作「Across The Border」から約5ヶ月ぶりのシングル。
- 今作から外部の音楽プロデューサーを起用して制作された。
- 初回限定盤Aと初回限定盤B、通常盤の3形態で発売され、初回限定盤Aには特典として表題曲のミュージック・ビデオを収録したDVDが、初回限定盤Bには特典としてブックレットが同梱された。

## 収録曲
1. PRECIOUS [4:39]
作詞：シン
作曲：怜我
編曲：ViViD、宅見将典
2. Bright red garden [4:11]
作詞：シン
作曲：イヴ
編曲：ViViD、宅見将典
3. survive [4:32]
作詞：シン
作曲：零乃
編曲：ViViD、宅見将典
初回限定盤Bにのみ収録されている。
4. 悪女♂トリッキー [4:00]
作詞：シン
作曲：イヴ
編曲：ViViD、宅見将典
通常盤にのみ収録されている。